# Искра (Иркутская область)
Искра — деревня в Черемховском районе Иркутской области России. Входит в состав Булайского муниципального образования. Находится примерно в 14 км к югу от районного центра.

## Население
| 2002 | 2010 | 2011 | 2012 |
| ---- | ---- | ---- | ---- |
| 84   | ↘75  | →75  | ↗76  |